# San Andrés de Arroyo
San Andrés de Arroyo es una pedanía del municipio de Santibáñez de Ecla, en la provincia de Palencia, comunidad autónoma de Castilla y León (España).

## Geografía
En la comarca de La Ojeda.

## Demografía
Evolución de la población en el siglo XXI
| Gráfica de evolución demográfica de San_Andrés_de_Arroyo entre 2000 y 2021 |
|                                                                            |
| Población de derecho (2000-2020) según el padrón municipal del INE         |

## Historia
A la caída del Antiguo Régimen la localidad se constituye en municipio constitucional que en el censo de 1842 contaba con 3 hogares y 16 vecinos, para posteriormente integrarse en Santibáñez de Ecla.

## Cruz jurisdiccional
En 1960, fue declarada Monumento Histórico-Artístico. Está situada entre la localidad y el monasterio de San Andrés de Arroyo. Depende de la abadesa. La cruz está sobre una basa y un fuste. Tiene cuatro brazos iguales. En conjunto mide 3,3 m de altura por 1,5 m de base. La basa tiene una leyenda epigráfica.

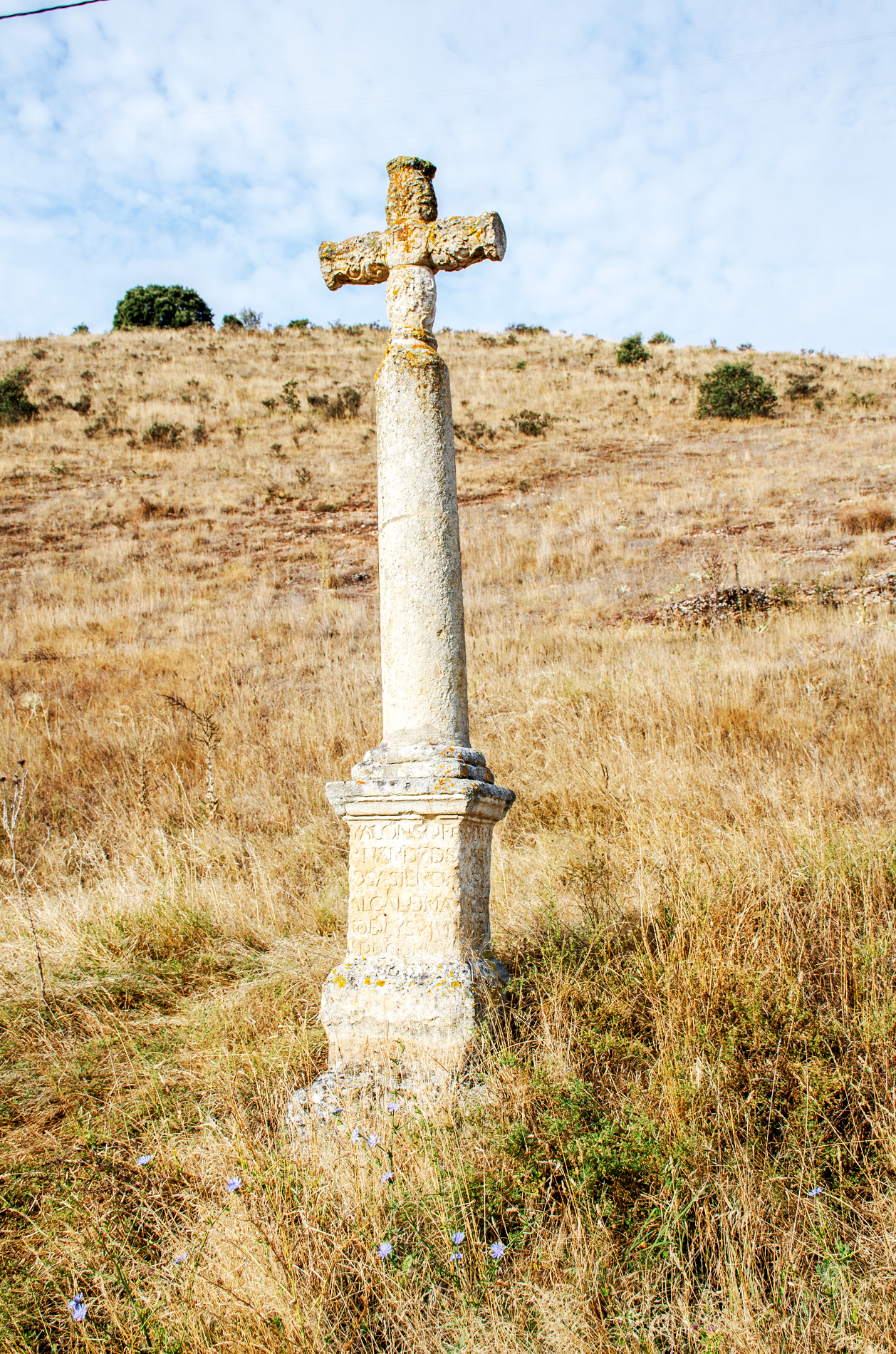
Cruz jurisdiccional.

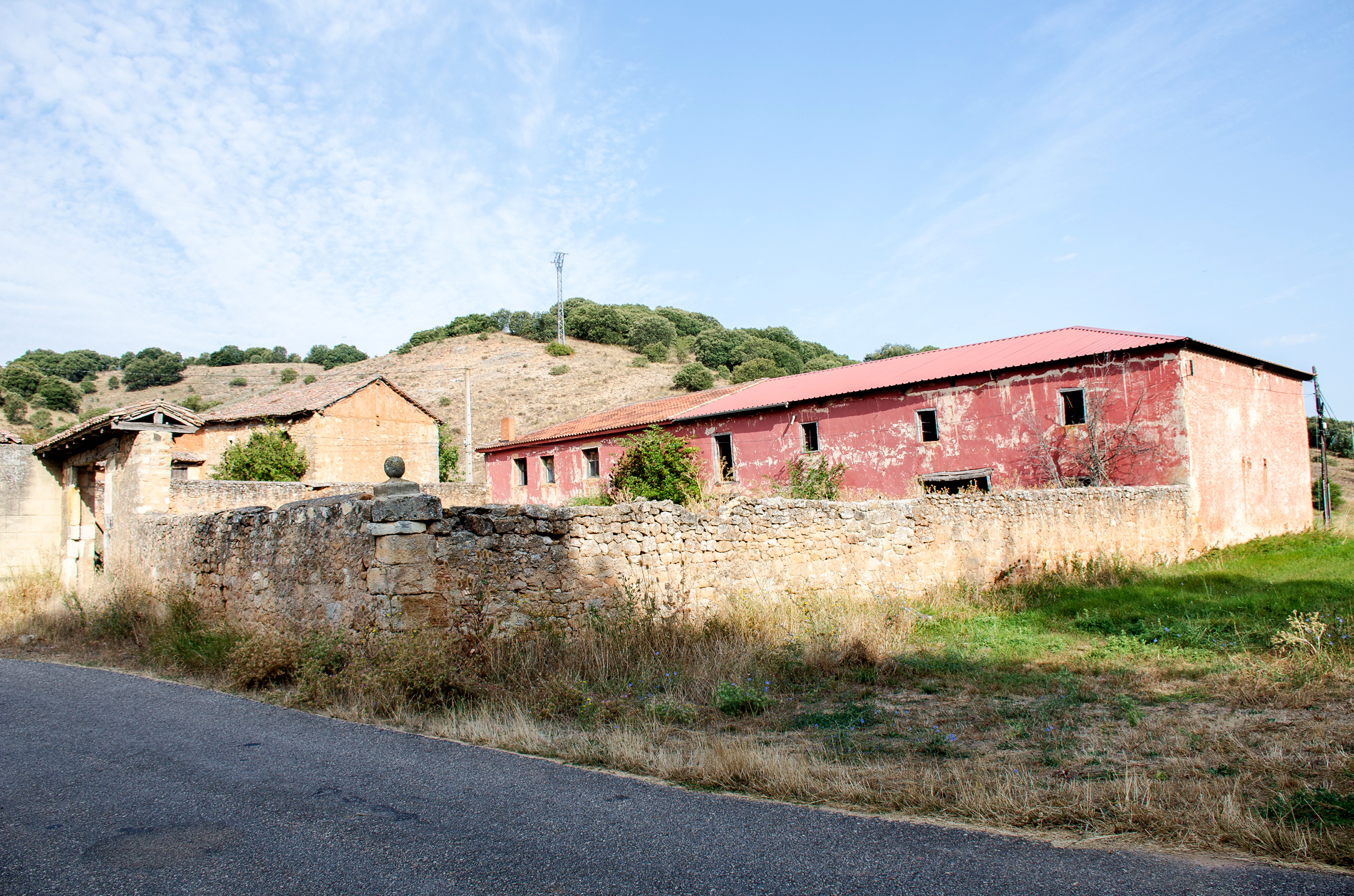
Vista parcial de la localidad.

## Turismo
Destaca como foco de atracción principal, el monasterio cisterciense de San Andrés de Arroyo, uno de los más importantes de esta Orden en Castilla. La mayor parte de las edificaciones de la localidad están relacionadas de un modo u otro con el conjunto monacal.